# Muralles de Sant Llorenç de la Muga
Les muralles de Sant Llorenç de la Muga són una fortificació de Sant Llorenç de la Muga (Alt Empordà) declarada bé cultural d'interès nacional.

## Descripció
El nucli antic de Sant Llorenç de la Muga forma un dels nuclis medievals emmurallats més importants de la comarca.
El recinte fortificat té una planta que s'aproxima a la forma triangular. Els trams de més llargada són al nord i a migdia. Aquest darrer, paral·lel al riu, afecta com ell una lleugera corba. El sector de llevant, que és el més curt -la base del triangle-, també segueix paral·lel al curs de la Muga puix que canvia ací de direcció. Al vèrtex de ponent del recinte, on s'uneixen els llenços de migdia i de tramuntana, hi ha un dels portals: el Portal de Dalt. Una altra porta, el Portal de Baix, s'obria a l'angle nord-est. Aquestes dues portes eren els accessos principals a la vila, en el camí que de llevant a ponent la travessa.
Es conserven força vestigis de les muralles, especialment torres. Dues són semicirculars, la més antiga té uns 10 m d'alçada, parament de pedruscall amb petites espitlleres petites amb merlets rectangulars. L'altra, molt mal conservada, segurament formava part del castell tancant el vèrtex de ponent. També es conserven sis torres quadrades en diferents estats de conservació, i una de circular coneguda com a Torre Farlingu és de planta circular i parament de grans carreus i conserva espitlleres en la part superior; més avall, en canvi, hi ha unes petites obertures quadrades.
Totes elles són de complicat règim de propietat.
Relacionada amb el sistema defensiu de la localitat destaca també la Torre de Guaita o Torre dels Moros.

## Història
El Portal de Baix junt amb el de Dalt formaven l'arteria el voltant de la qual s'ordenaven els carrers del poble, ajuntant-se en el centre amb la Plaça Major.
Possiblement és una construcció dels segles XIII-XIV, així com la gran part de la muralla.